# Bir El Djir
Bir El Djir là một đô thị thuộc tỉnh Oran, Algérie. Dân số thời điểm năm 2002 là 73.029 người.